# Lía Fabiola Bianco
Lía Fabiola Bianco (sinh ngày 10 tháng 9 năm 1966) là một chính khách và luật sư người Argentina. Bianco theo học tại Đại học Quốc gia Đông Bắc và tốt nghiệp luật sư chuyên về luật lao động vào ngày 8 tháng 7 năm 1990.
Từ năm 1991 đến năm 2001, bà là Trưởng bộ phận Tư vấn Pháp lý, thuộc Cục Lao động và Việc làm tỉnh Misiones và đạt chức vụ cao nhất vào năm 2002. Năm 2005, bà được bổ nhiệm làm chủ tịch Ủy ban Xóa bỏ Lao động Trẻ em cấp tỉnh, được thành lập theo nghị định của tỉnh năm 2002. Vào ngày 10 tháng 12 năm 2005, Bianco nhậm chức nghị sĩ đại diện cho tỉnh Misiones tại Quốc hội Argentina.
Vào ngày 29 tháng 7 năm 2016, bà tuyên thệ nhậm chức Chủ tịch Tòa án Kiểm toán danh dự của Tỉnh Misiones.